# Велике Ствольно
Велике Ствольно (пол. Wielkie Stwolno) — село в Польщі, у гміні Драгач Свецького повіту Куявсько-Поморського воєводства.
Населення — 322 особи (2011).
У 1975-1998 роках село належало до Бидгощського воєводства.

## Демографія
Демографічна структура станом на 31 березня 2011 року:
|          | Загалом | Допрацездатний вік | Працездатний вік | Постпрацездатний вік |
| -------- | ------- | ------------------ | ---------------- | -------------------- |
| Чоловіки | 157     | 35                 | 103              | 19                   |
| Жінки    | 165     | 37                 | 93               | 35                   |
| Разом    | 322     | 72                 | 196              | 54                   |